# 春日俊吉
春日 俊吉（かすが しゅんきち、1897年 - 1975年7月7日）は、大正・昭和期の登山家・ノンフィクション作家。本名は伊藤照雄。

## 経歴
現在の千葉県山武市（旧松尾町）出身。1920年に早稲田大学英文科卒業後に読売新聞社に入り、新聞記者をする傍ら、登山家・作家活動を行う。
学生時代に木曽駒ヶ岳大量遭難事故を知って山岳遭難事故に関心を抱くようになり、遭難事故に関する多くの著作を著した。『中央公論』及び『山と渓谷』両誌に掲載されたものを纏めた『日本山岳遭難史』（三省堂、1933年）は、日本の山岳遭難記の先鞭と言える。しかし、参考文献の欠如や感傷的で興味本意の文章が多いとする批判もある。
主な著作に『日本山岳遭難史』、『登山遭難の実相と対策』、『山岳遭難記』（全6巻）、『山と雪の墓標 松本深志高校生徒落雷遭難の記録』、『山の遭難譜』などがある。